# Dar al-Islam (islamska podjela svijeta)
Dar al-islam (ar. دار الإسلام, "Kuća islama"), prema islamskoj podjeli svijeta, naziv za muslimanske zemlje odnosno za države u kojima vlada šerijat. Ostale zemlje su Dar al-Harb i Dar al-Kufr. Prema islamističkim konceptima koje je protumačio jezikoslovac Kamel Abderrahmani, iznimno angažiran u raspravama vezanim uz suvremeni islam i Europu, islamizam postoji od prve noći kada je Poslanik preminuo. Tad su nastali koncepti kojih nema u Kuranu, prema kojima islam dijeli svijet, Dar al-Islam i Dar al-Harb.